# Hucking
Hucking är en ort och civil parish i grevskapet Kent i sydöstra England. Orten ligger i distriktet Maidstone, cirka 9 kilometer nordost om Maidstone. Civil parishen hade 88 invånare vid folkräkningen år 2021.